# Гамулівка
Гаму́лівка —  село в Україні, у Бабчинецькій сільській громаді Могилів-Подільського району Вінницької області. Населення становить 15  осіб (2011).

## Географія
Через село тече річка Бушанка, ліва притока Мурафи.

## Історія
7 (20) листопада 1917 року, відповідно до Третього Універсалу Української Центральної Ради, увійшло до складу Української Народної Республіки.
12 червня 2020 року, відповідно до Розпорядження Кабінету Міністрів України № 707-р «Про визначення адміністративних центрів та затвердження територій територіальних громад Вінницької області» увійшло до складу Бабчинецької сільської громади.
19 липня 2020 року, в результаті адміністративно-територіальної реформи та ліквідації Чернівецького району, село увійшло до складу новоутвореного Могилів-Подільського району.

## Пам'ятки
- Гайдамацький яр - геологічна пам'ятка природи загальнодержавного значення
- Джерело «Кадуб» — гідрологічна пам'ятка природи місцевого значення.

## Галерея

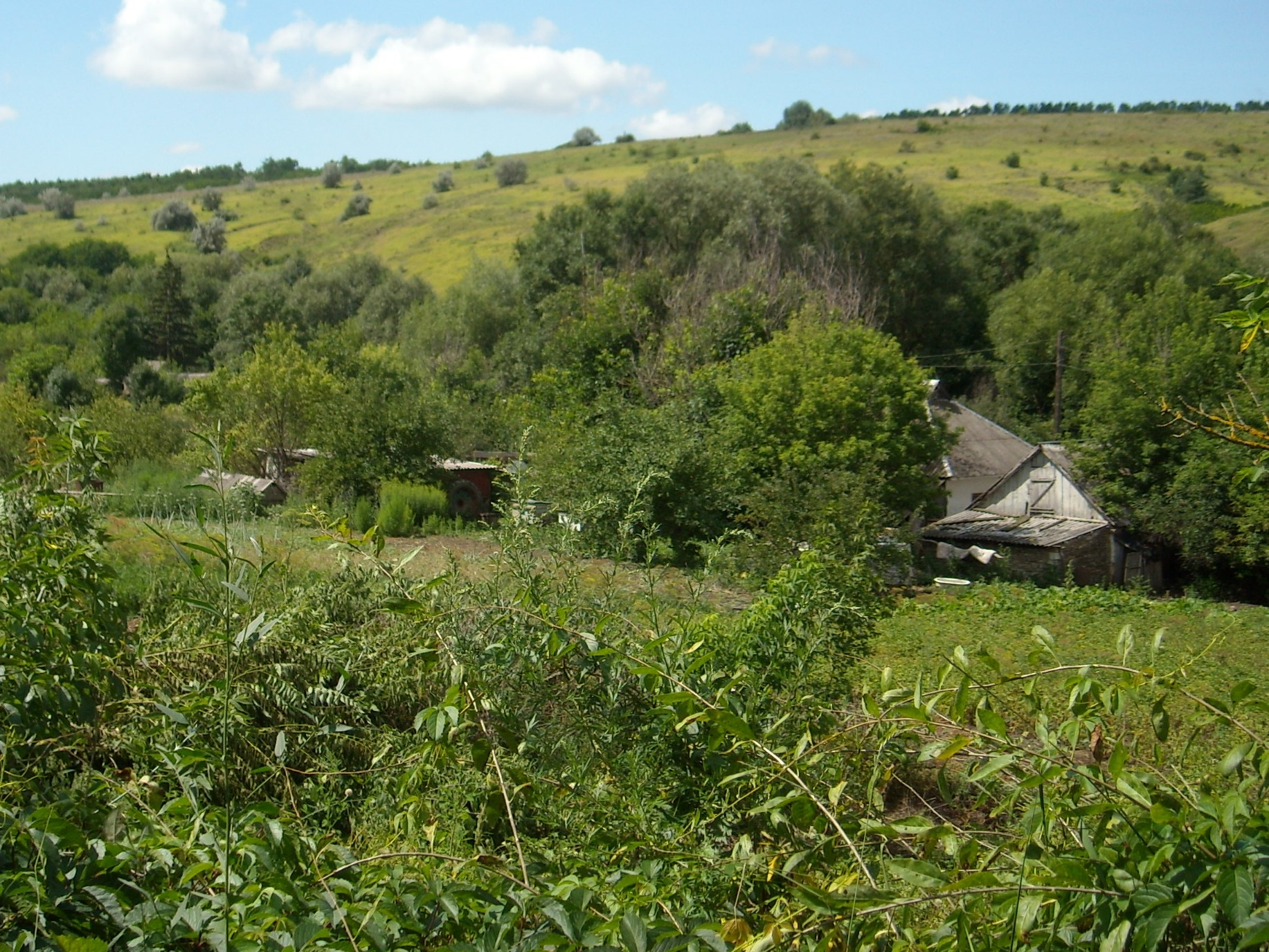
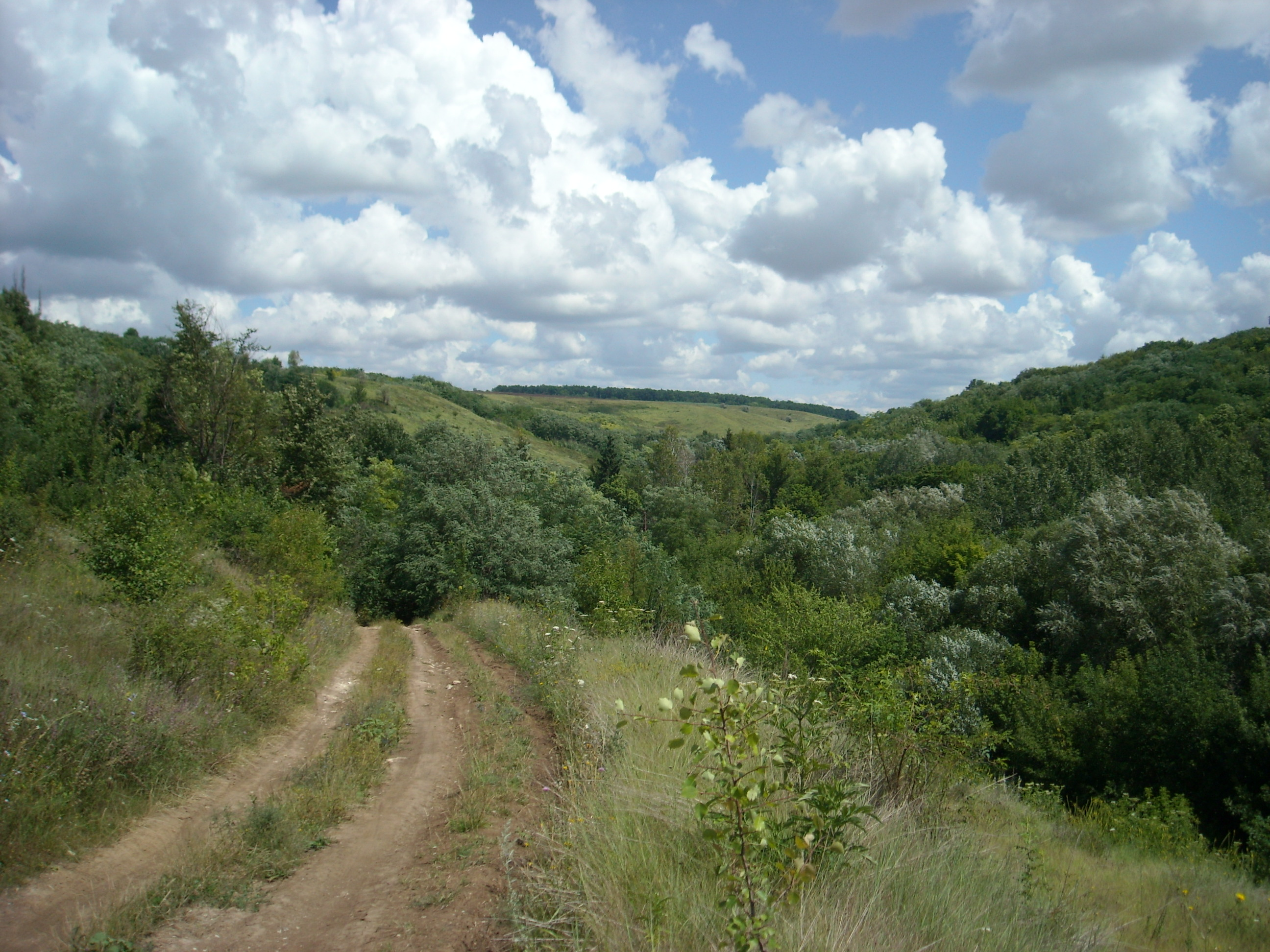
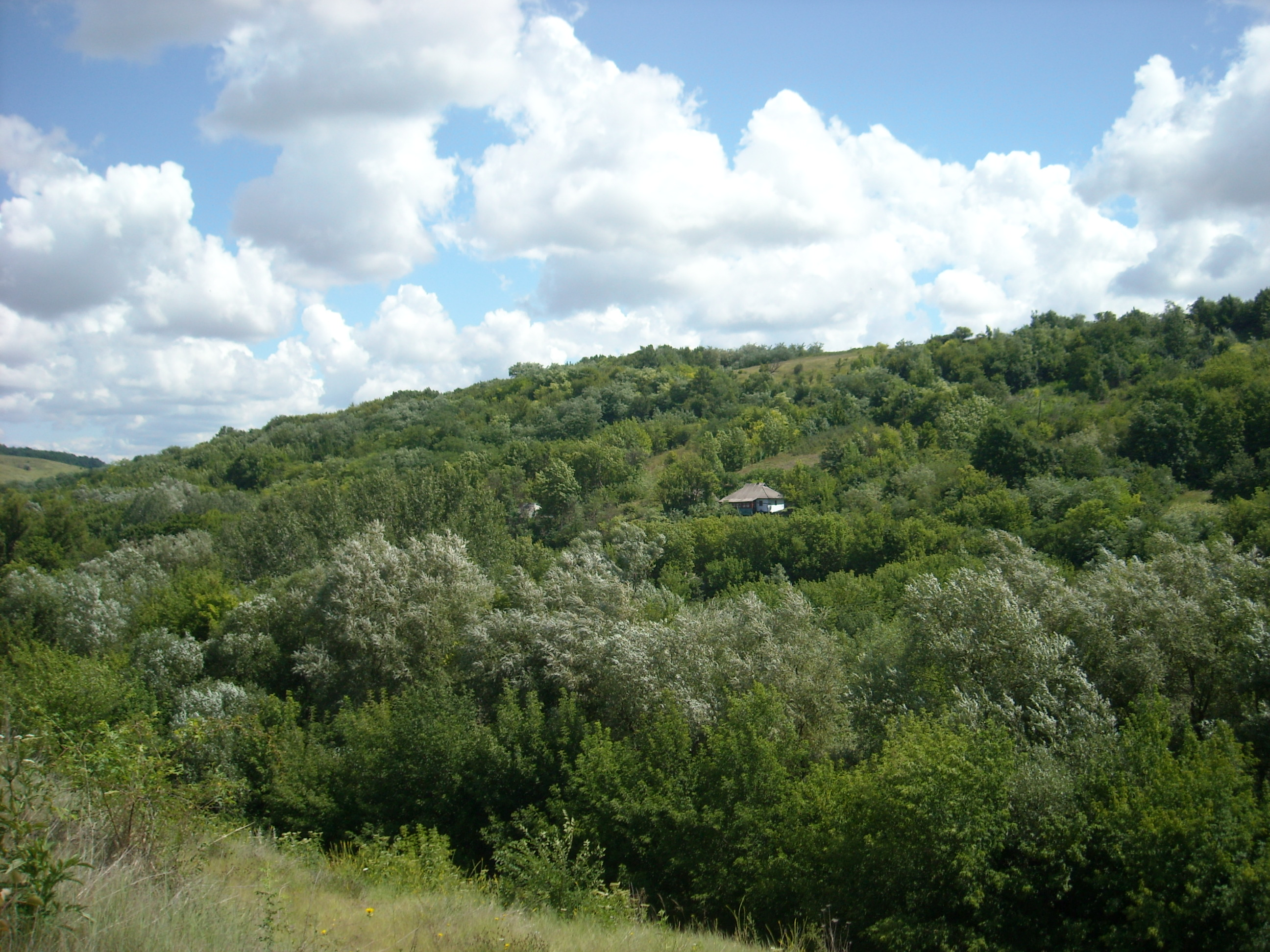
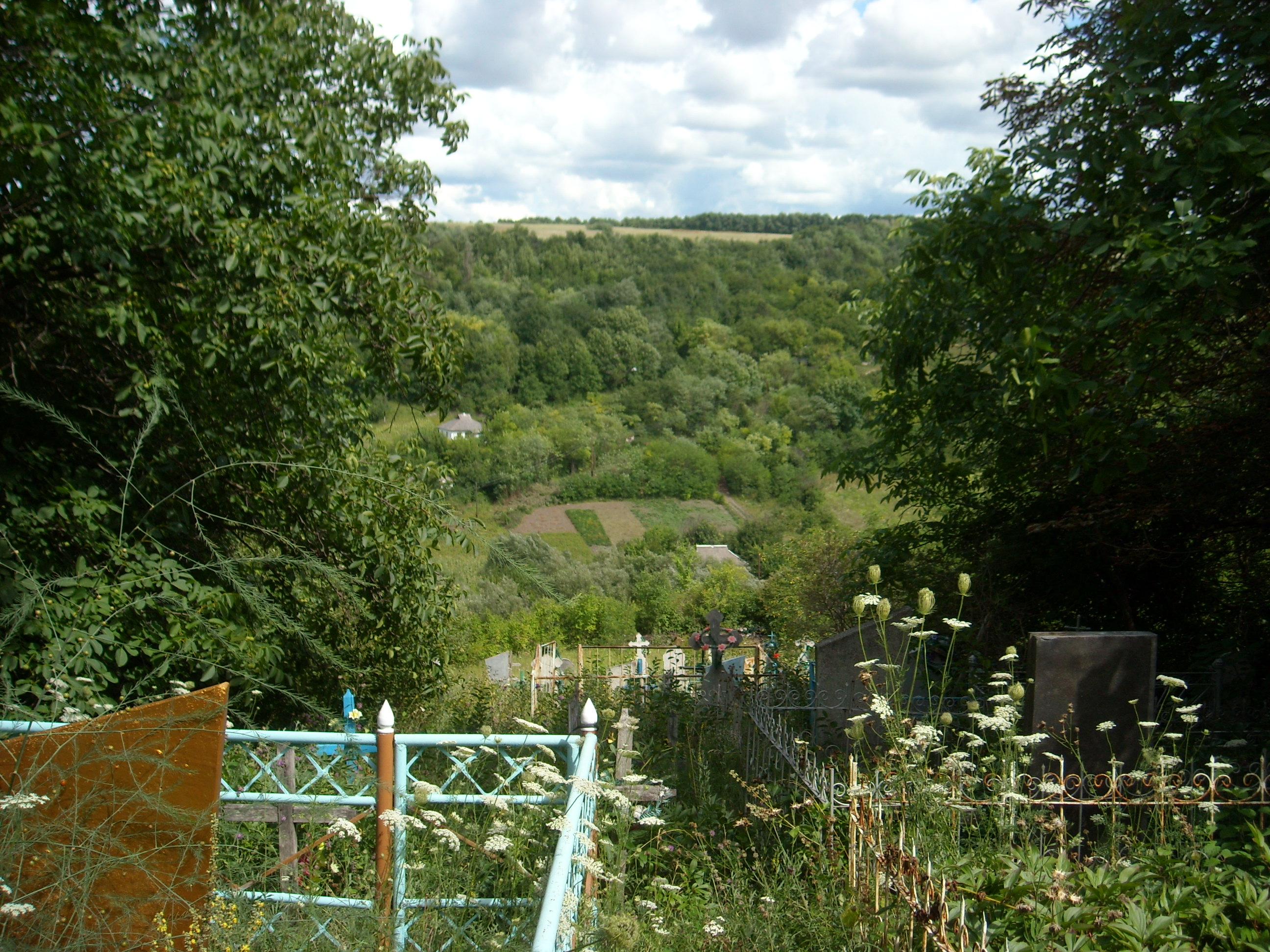
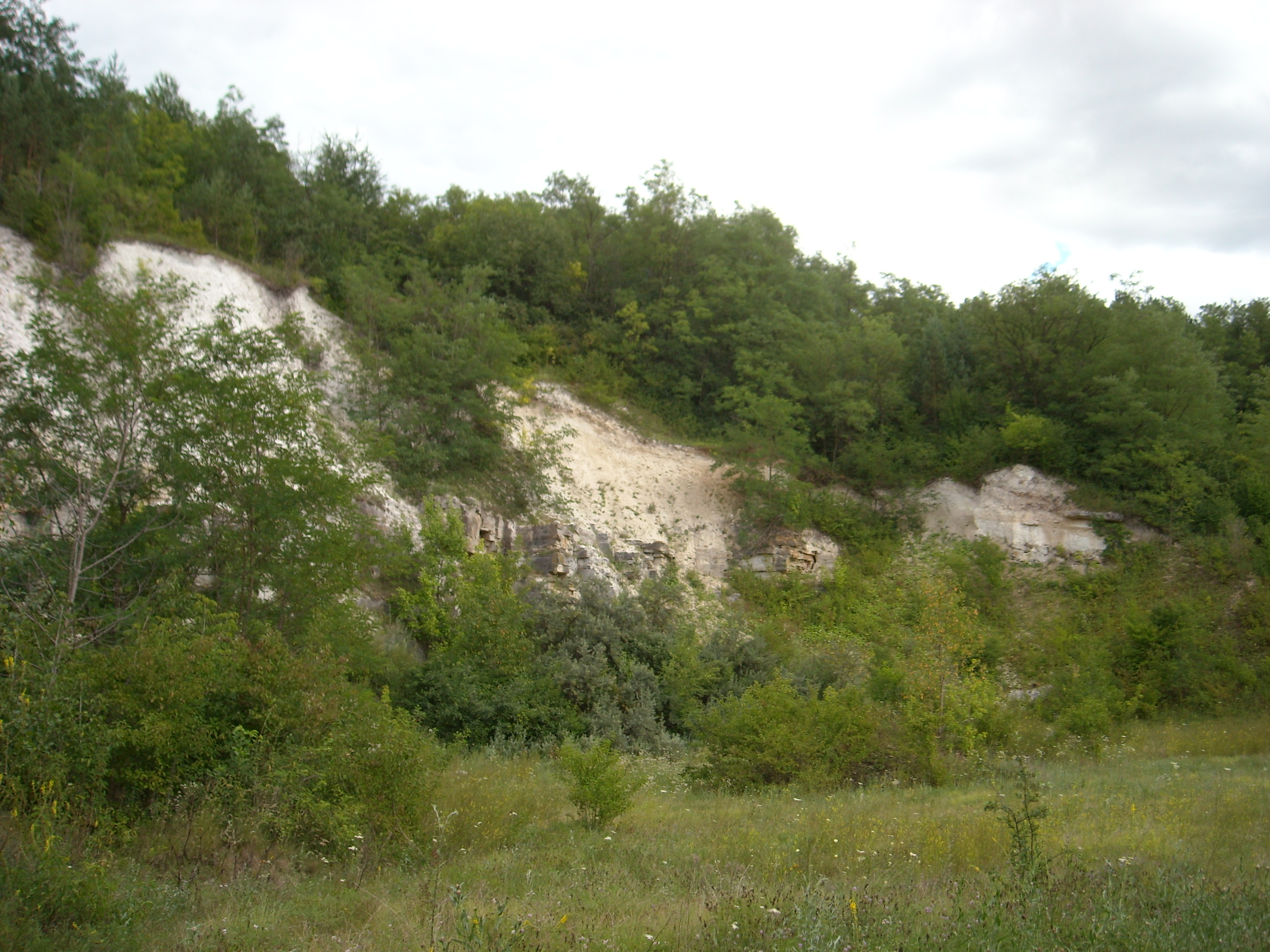